# Pachyopella flavipalpis
Pachyopella flavipalpis är en tvåvingeart som först beskrevs av Malloch 1933.  Pachyopella flavipalpis ingår i släktet Pachyopella och familjen lövflugor.
Artens utbredningsområde är Paraguay. Inga underarter finns listade i Catalogue of Life.